# Schanigarten

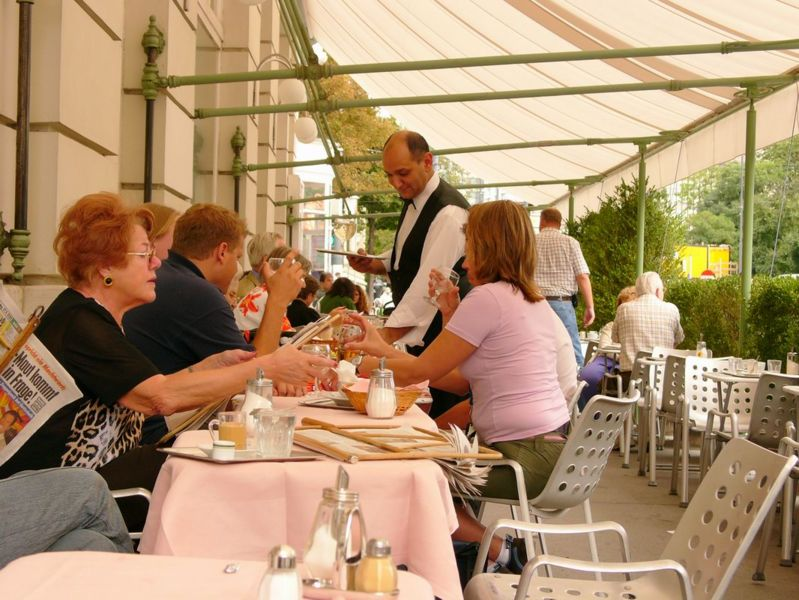
Ein Schanigarten – hier vom Café Prückel

Schanigarten bezeichnet vor allem im östlichen und südlichen Österreich einen direkt vor einem Gastronomiebetrieb auf öffentlichem Grund liegenden Bereich, in dem Tische zum Essen und Trinken aufgestellt sind. Auch in Südbayern setzt sich der aus dem Wiener Raum stammende Ausdruck langsam durch. Es handelt sich nicht um einen Garten oder Grünbereich. Oft sind Schanigärten mit Blickschutzwänden eingezäunt, auf einem Podium errichtet oder mit Topfpflanzen geschmückt.
In Deutschland nutzt man für Schankflächen im Straßenraum praktisch nur die Bezeichnung Außengastronomie oder Freischankfläche, in Sachsen Freisitz, umgangssprachlich spricht man auch von Straßencafé, Bistro, Eisdiele, Terrasse oder einfach „draußen“. Der Wiener Tourismusverband benutzt zur Information internationaler Besucher verschiedene Bezeichnungen u. a. „sidewalk cafés“, „belles terrasses“ und „terrazas más hermosas“.

## Begriff

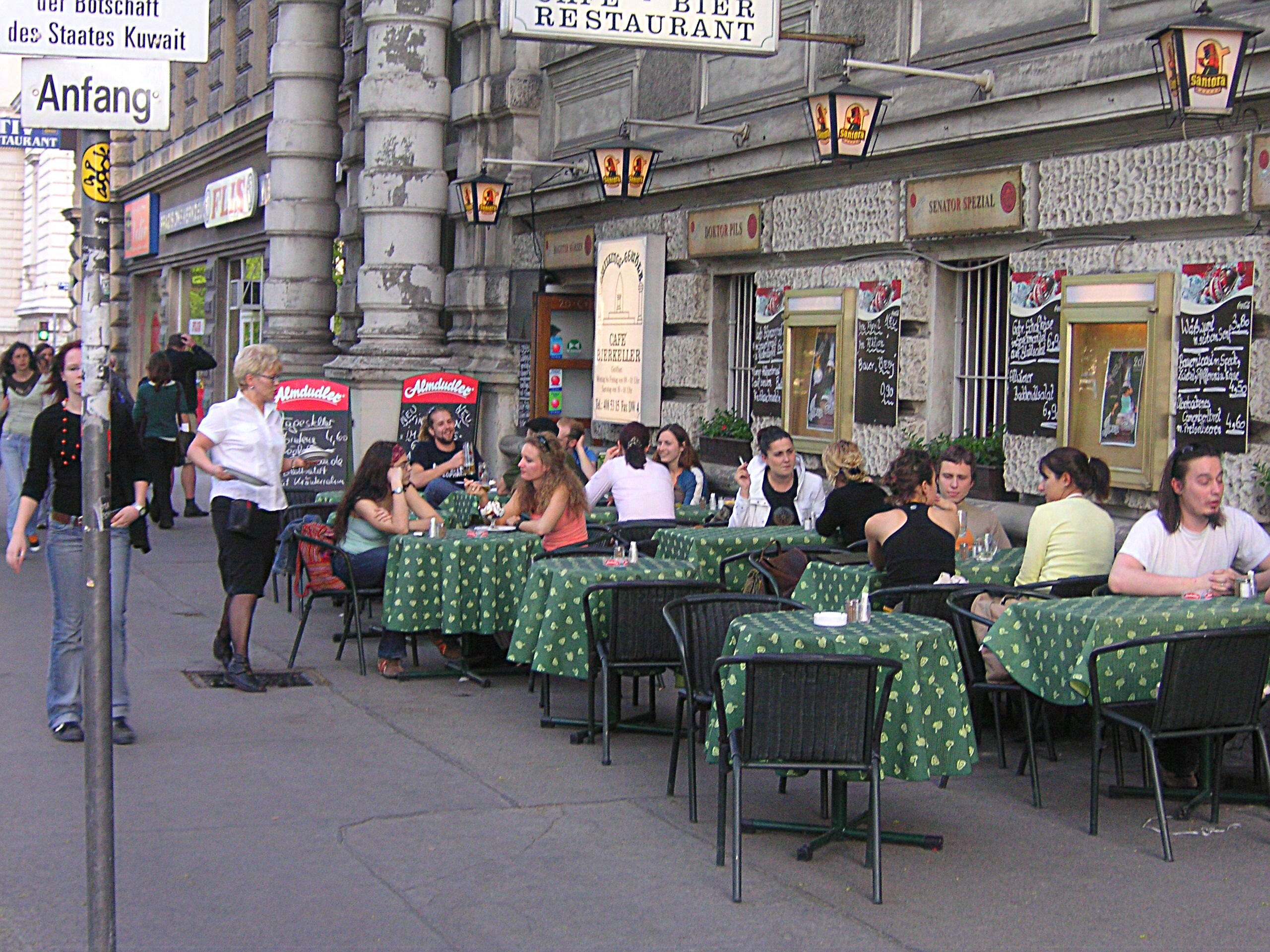
Schanigarten des Zwillings G’wölb

### Allgemeines
An sonnigen Tagen sind Tische und Sitzgelegenheiten vor einem Kaffeehaus, Beisl, Gasthaus oder -hof oder anderem Lokal beliebt. Die Schanigärten sind Orte der Entspannung und dienen auch dem „Sehen und Gesehen-Werden“.
Aufgestellt sind die Sessel, Stühle oder auch Bänke auf einem breiteren Gehsteig, in einem Parkstreifen oder in einer Fußgängerzone. Der Schanigarten befindet sich immer in direkter Nähe zum eigentlichen Lokal und ist üblicherweise auf dessen Breite beschränkt. Teilweise sind die Schanigärten durch Blumenkästen und mittelhohe Trennwände von der Umgebung etwas abgegrenzt, viele haben Sonnenschirme, manche Markisen. Besonders bei schiefen Ebenen und wenn der Parkstreifen benützt wird, dient öfters ein eigenes Podest als Grundlage. Alle Teile sind aber üblicherweise nicht fix mit dem Untergrund verbunden und werden bis auf Ausnahmefälle spätestens am Ende der Sommersaison wieder abgebaut.
Der prinzipielle Unterschied zum normalen Gastgarten ist der, dass die Besucher auf einem öffentlichen Grundstück sitzen. Aber nicht jeder unterscheidet dies. In weiterer Folge ist die Bezeichnung Schanigarten für kleine Gastgärten in Durchhäusern oder belebteren Höfen zu finden. Genauer differenziert handelt es sich bei einem Schanigarten im eigentlichen Sinn um ein Ensemble von Tischen, Stühlen und Sonnenschirmen, das jeden Tag auf- und wieder abgebaut wird, im Gegensatz zum fix installierten Gastgarten. Gastgärten entsprechen in Deutschland Biergärten.
So beliebt die Schanigärten bei den Gästen sind, so gibt es immer wieder Probleme zwischen den Anrainern (Anwohnern) und den Lokalbesitzern wegen Lärmbelästigung am späteren Abend. Die Gastronomie möchte die Gäste so spät wie möglich ins Lokal bitten oder nach Hause schicken, manche Anrainer wollen eine möglichst frühe Sperrstunde. Problembereiche gibt es auch wegen der teilweise verwendeten Parkplätze, Zigarettenrauch oder Essensgerüchen. Dies führt immer wieder zu langandauernden juristischen Auseinandersetzungen.
In Wien gab es 2019 insgesamt etwa 3500 Gast- und Schanigärten. Ein Pressetermin mit Vertretern der Stadt und der Wirtschaftskammer als offizieller Auftakt der Sommersaison (1. März – 30. November) findet jedes Jahr in einem anderen Lokal üblicherweise im Laufe des März statt.
Im Jahre 2019 wurde das Wiener Donauinselfest, welches von mehreren Betrieben bewirtschaftet wird, als „der größte Schanigarten“ bezeichnet.

### Winterschanigärten
Seit 2017 gibt es auch eine stark eingeschränkte Wintersaison, 2018 auf 2019 betrug die Zahl der Winter-Schanigärten 230. Tendenziell kommen durch die Klimaerwärmung mehr wärmere Wintertage vor, Städtetourismus nimmt zu und Gastronomen wollten die angeschaffte Möblierung (Podest, Sitzgarnituren, Schirme) länger nutzen pro Jahr. Mit der Einführung des allgemeinen Rauchverbots in geschlossenen Gastlokalen in Österreich – hier wirksam ab 1. November 2019 – drängen zudem Raucher verstärkt ins Freie. Winterschanigärten und Raucher-Stehzonen im Freien werden teilweise seitlich mit Wänden versehen, um Wind abzumildern und weiters gegen Niederschlag beschirmt, was eine gewisse Geborgenheit vermittelt. Häufig werden Sitzpolster und Decken als individuelle Wärmeisolierung angeboten. Zumeist wird mit elektrischen Heizschwammerln oder schräg von oben strahlungsbeheizt, wobei die rechtliche Situation von Stadt zu Stadt abweicht. Für jeden Heizstrahler müssen in Wien 58,90 Euro Gebrauchsabgabe pro Jahr bezahlt werden. Das Umweltbundesamt sowie die Wiener Magistratsabteilung für Umweltschutz sehen die Entwicklung jedoch kritisch und auch Greenpeace steht Heizstrahlern skeptisch gegenüber, da diese zu einem großen zusätzlichen Energiebedarf führen würden.

### Entwicklung während der Pandemie 2020

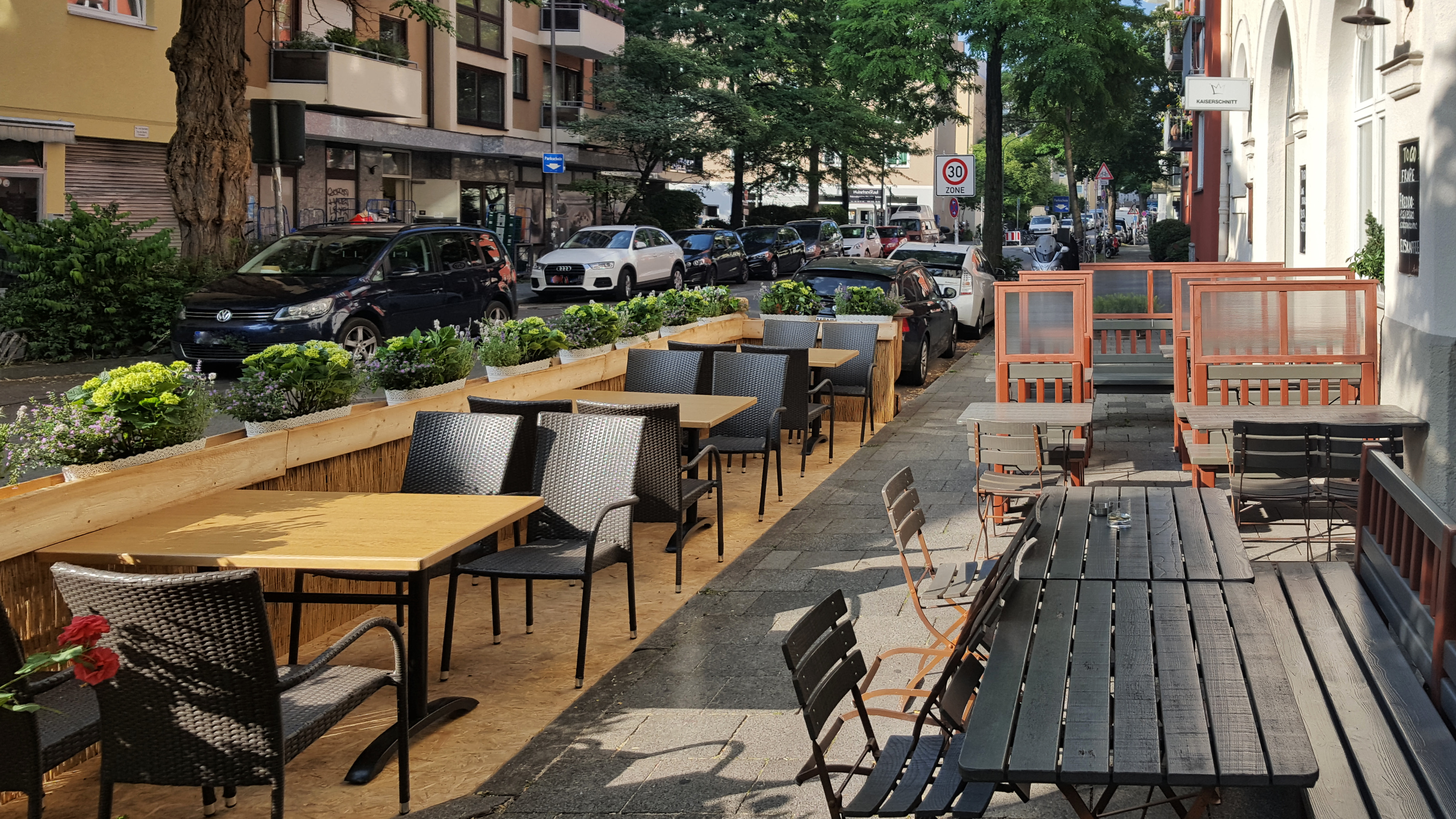
Schanigarten in München nach Ausbruch der COVID-19-Pandemie (August 2020)

Durch die allgemeinen Beschränkungen während der COVID-19-Pandemie in Österreich erlangte die Außenbewirtung besondere Bedeutung. Um die Auswirkungen der Pandemie in den Wintermonaten für Gaststätten zu mildern, verlängerte oder schuf die Stadt Wien für die Zeit von 1. Dezember 2020 bis 28. Februar 2021 Erleichterungen für Schanigärten. Die existentielle Bedeutung der nach außen erweiterten Schankfläche für die gastronomischen Betriebe gilt auch für Deutschland. Bei der Namensfindung für dieses weitgehend neue Phänomen kam dann schnell (besonders in München) der Begriff Schanigarten auf. Der Architekt Alexander Fthenakis dokumentierte ihre Ausbreitung in dem Buch „Schanitown. Eine Momentaufnahme“ (mit erläuterndem Essay des Stadtplaners Jonas König). Fthenakis verwendet in seinem Text die Kurzform Schani. Kritik an der kulturellen Aufwertung dieser durch ökonomische Bedürfnisse entstandenen Installationen äußerte der Schriftsteller Friedrich Ani. Die Fraktion der CSU im Münchner Stadtrat hat schließlich einen Antrag an die Stadt formuliert, die zehn schönsten Schanigärten der Stadt zu prämieren. Die Schankflächen in München durften zunächst lediglich bis zum 31. März 2021 betrieben werden. Mit Beschluss des Stadtrats vom 4. Mai 2021 wurde jedoch eine dauerhafte Nutzung der Freischankflächen von April bis einschließlich September eines Jahres beschlossen. Inzwischen gibt es in München etwa 650 Schanigärten. Dass die Nutzung von Heizelementen nur Beziehern von Ökostrom erlaubt werden soll, rief Kritik der CSU-Fraktion hervor. Die ÖDP lehnt die Beheizung aus klimapolitischen Gründen gänzlich ab.

## Geschichte
Johann Jakob Tarone, vulgo Taroni († 22. Jänner 1777 im Alter von 71 Jahren, auch Tarroni geschrieben, spätestens seit 1993 auch mit der italienischen Version des Vornamens: Gianni), der dem durch allgemeine Änderungen der Ausschankgenehmigungen verarmten Stand der „Wasserbrenner“ (Branntweiner) angehörte, eröffnete 1748 am belebten Graben (damalige Konskriptionsnummer 1134 b, heute Ordnungsnr. 14–15, Ecke Habsburgergasse) ein Kaffeehaus. Am 6. Mai 1754 wurde ihm außerdem bewilligt, ein Zelt zum Ausschank der „Erfrischungswasser“ aufzuschlagen, wie sie schon von Vinzenz Zandonati seit 1728 Am Hof und in der Brandstätte betrieben wurden. Um 1750 erhielt er die Erlaubnis, Tische und Stühle vor dem Kaffeehaus aufstellen zu dürfen. Dies wird als Geburtsstunde des Wiener Schanigartens angesehen. Da es sich für Frauen nicht schickte, ins Kaffeehaus zu gehen, sondern nur in die Konditorei, konnten sie durch den Gastgarten erstmals am Kaffeehausleben teilnehmen.
Im Jahre 1825 übernahm Simon Corra das 1794 von Georg Pöhlein im Bürgerspitalzinshaus eröffnete Kaffeehaus und errichtete der Unternehmensgeschichte nach ab 1836 den ersten klassischen Schanigarten mit Tischen, Stühlen und Kübelpflanzen. Das Kaffee wurde im Zuge des mehrjährigen Bürgerspitalabbruchs 1882 demoliert und in den neu errichteten Häusern wurde in unmittelbarer Nachfolge ein Kaffee eröffnet, welches seit 1929 Café Mozart heißt.
Woher und seit wann der Schanigarten seinen Namen hat, ist ungeklärt, es gibt mehrere Mutmaßungen:
- Sowohl Tarone als auch Tarroni sind Namen italienischer Herkunft und das Kaffeehaus soll der Treffpunkt der in Wien lebenden Italiener gewesen sein.[41][42] Mit Verweis auf Christoph Wagner erklärt Heinz Dieter Pohl, dass Gianni Tarroni der Ausgangspunkt für Giannis Garten ist, aus dem dann der Schanigarten entstand.[43] Dem schließt sich auch Robert Sedlaczek an.[44]
- Französischen Einfluss gibt es in der seit der Mitte des 12. Jahrhunderts entstandenen höfischen Kultur in mehreren Wellen. Er erstarkt in der zweiten Hälfte des 16. Jahrhunderts, erreicht im 17. Jh. im Gefolge des sogenannten Alamodewesens einen zweiten Höhepunkt und einen absoluten Höhepunkt in der ersten Hälfte des 18. Jh.[45] Auch die Französische Revolution ab 1789 und die Februarrevolution 1848 sind in manchen Bevölkerungsschichten Antrieb für eine gewisse Frankophilie, der Wiener Kongress 1814/1815 wieder in anderen. In der zweiten Hälfte des 19. Jh. wird das Englische langsam eine Konkurrenz[46] und der Wechsel vollzieht sich ab der Jahrhundertwende. In früheren Jahren wurden Knaben häufig auf die Namen Hans, Johann oder Johannes getauft. Während des französischen Einflusses werden dann auch im deutschen Sprachraum französische Vornamen Mode, oder man verwendet die französische Version seines Vornamens.
Schani ist eine in Wien oder in den Wiener Vorstädten entstandene Variante zum französischen Jean für Johann. Theoretisch könnte so auch der Urbesitzer involviert sein,[47] das Lokal wird jedoch eigentlich immer als Tar(r)oni bezeichnet.
- Auch eine seit langem sehr populäre Version hat den französischen Einfluss als Grundlage. Moritz Heyne verweist 1869 im Deutschen Wörterbuch bei „Hans“ auf die Bedeutung als Allerweltsnamen, auf die im 16. und 17. Jh. bestehende feste Formel für den reichen, angesehenen großen Hans, dem man als Gegensatz einen kleinen Hans gegenüberstellte, sowie die bei den Landsknechten verwendeten Bezeichnungen großer Hans / kleiner Hans, welche die höhere oder niedere Stellung im Heere bezeichneten und sich bis in das 17. Jh. hinein hielten.[48] In der Oeconomischen Encyclopädie von Krünitz aus den Jahren 1783/1792 sind „Johann!“, „Hans!“ und „petit-Jean!“ (‚kleiner Johann‘) als Rufnamen für Bedienstete, Hausknechte etc. verzeichnet „wenn man seinen rechten Taufnahmen nicht weiß.“ Johann ist somit ein Standesname für einen Dienstboten oder eben einen Kellner und auf wienerisch Schani vor allem für den kleinen Kellner, den Piccolo oder in weiterer Folge für einen Handlanger.[1] So kam es häufig vor, dass die Nachbarn am Morgen den Ruf des Oberkellners vernahmen: „Schani, trag den Garten ausse!“ (deutsch „Jean, trag den Garten raus!“), und am Abend: „Schani, trag den Garten eine!“ (dt.: „Jean, trag den Garten rein!“).

- Schani ist eine Silbenverkürzung von Schau nur hin. Da die Konsumflächen allseits frei einsehbar sind, ermunterten die Gäste mit dieser Ansprache Passanten scherzhaft, ihnen ruhig ungehemmt beim Verzehr zuzusehen. Auch Ortsfremde wiesen mit dem ebenselben Ausruf Schau nur hin ihre Mitreisenden darauf hin, dass dort Frauen an der Kaffeehauskultur teilnehmen, was früher unüblich war. Da auch Alkoholika konsumiert wurden, wurde die Aussprache von Schau nur hin zu späterer Stunde zunehmend schwieriger und verkürzte sich zunächst zu: Scha-na-hi, woraus über die Jahre dann kurz Scha’n’i entstand.[49] Im ostfränkischen Dialekt wird heute noch Scha nah hie, wäis dahogg’n von einer breiten Bevölkerung als Sieh nur hin, wie sie da sitzen verstanden.

Vom Volkssänger Wilhelm Wiesberg (1850–1896) gibt es das Duett Schani, trag’ den Garten aussi!. Wahrscheinlich aus den 1970er Jahren ist das Kabarettlied Schani trag’ den Garten rein, zu dem Martin Flossmann und Robert Gilbert den Text schrieben und Michael Danzinger die Musik.
Der Spruch taucht 1910 beim Berliner Stadtforscher Hans Ostwald als Fritze, trag den Garten raus! auf und er beschreibt einen Hofraum mit einigen Levkojen und Oleander als einziger Flora. Das Garten raustragen wird auch 1920 von Kurt Tucholsky alias Theobald Tiger in seinem satirischen Sommerlied als Zeichen für den Sommer aufgegriffen: Wenn der Sommer blaut, wenn der Penner klaut, wenn der Gastwirt stellt den Garten raus […].
Der Begriff des Schanigartens ist in Wien entstanden, inzwischen hat er sich bis Salzburg und Kärnten ausgebreitet. In Tirol und vor allem in Vorarlberg ist er zwar bekannt, wird aber eher umgangssprachlich eingestuft oder konkret für Wiener Schanigärten verwendet.
Im 2017 erschienenen Buch „Warum trägt in Wien der Schani den Garten hinaus?“ stellen die Autoren zwei Theorien vor.
Die Museen der Stadt Wien (Wien Museum) stellen die Geschichte des Schanigartens unter dem Titel „Ein bisserl Grün mit Bedienung“ in ihrem Online-Magazin „Wien Museum Magazin“ vor.

## Rechtsgrundlage
Bundesrechtlich kommen zwei gesetzliche Regelungen zum Tragen:
- Nach § 82 Abs. 1 Straßenverkehrsordnung ist eine Benützung von Straßen (und Gehwegen) zu verkehrsfremden Zwecken bewilligungspflichtig und darf die Verkehrssicherheit nicht beeinträchtigen. Üblicherweise wird bei Genehmigungen darauf geachtet, dass je nach Fußgängerfrequenz genügend Platz am Gehsteig vorhanden bleibt. Oft liest man von Richtwerten um 1,50 m, in Wien sind 2 m üblich.
- Gewerberechtlich sind Gastgärten seit Mitte 2010 im § 76a der Gewerbeordnung geregelt. Danach brauchen sie bis zu einer Größe von 75 Sitzplätzen, wenn sie nur gastronomischen Zwecken dienen und die Lautstärke im gesprächsüblichen Rahmen bleibt (beispielsweise kein Grillen, Musizieren, „Public Viewing“) und darauf in einem Hinweisschild aufmerksam gemacht wird, kein langwieriges gewerberechtliches Genehmigungsverfahren und dürfen nach einer einfachen Anzeige wie an die Straße grenzende Gastgärten von 8 bis 23 Uhr betrieben werden. Dasselbe gilt für Gastgärten in Innenhöfen (ohne Berührung öffentlicher Flächen), dann gilt aber eine Zeit von 9 bis 22 Uhr.

Werden diese Grundauflagen wiederholt nicht erfüllt, kann nach einmaliger Abmahnung die Schließung des Gastgarten verfügt werden. Andere Schanigärten brauchen wie bisher eine aufwändigere Betriebsanlagen-Genehmigung, in der Anrainer Parteienstellung besitzen. Auch ein Aufhebungs- oder Abänderungsverfahren einer solchen Genehmigung ist aufwändiger und dauert länger.
Die Gemeinde kann nach dem Gewerberecht bei bestimmten Voraussetzungen in gewissen Gebieten die Betriebszeiten verkürzen (beispielsweise bei Gefährdung der Gesundheit von Anrainern, bei Krankenhäusern oder Altenheimen) oder verlängern (beispielsweise in Tourismusgebieten vor allem bis 24 Uhr, bei besonderer Flächenwidmung, geringer Verbauungsdichte). Es kann auch in Einzelfällen im Rahmen einer Betriebsanlagen-Genehmigung entschieden werden, etwa wenn keine Nachbarn vorhanden sind, die gestört werden könnten.
Gemeinderechtlich ist etwa in Wien für Vorgärten von Geschäftslokalen eine quadratmeterabhängige Gebrauchsabgabe für die Verwendung des öffentlichen Gemeindegrunds zu entrichten. Sie ist für Vorgärten in stark frequentierten Fußgängerzonen und in verkehrsberuhigten Zonen höher als in weniger frequentierten Bereichen der Stadt. Im Zuge des Genehmigungsverfahrens wird auch geachtet, dass der Schanigarten in das Ortsbild passt.

## Rechtsgeschichte
In der Gewerbeordnung (GewO) scheinen die grundsätzlichen Regelungen für Gastgärten immer wieder in unterschiedlichen Paragrafen auf. In der GewO 1973 war es von 1993 bis 1994 der § 153. In der neuen GewO 1994 war es 1994 bis 2002 der § 148, von 2002 bis 2010 der § 112 und seit August 2010 ist es der eigene § 78a.
Bis 1997 waren Gastgärten auf und neben öffentlichen Verkehrsflächen hinsichtlich der Öffnungszeiten mit anderen praktisch gleichgestellt. Seitdem wird auf Grund älterer Entscheidungen des Verfassungsgerichtshofs unterschieden.
Die Unterscheidung zwischen (umsatzstarken) Fußgänger- und verkehrsberuhigten Zonen mit höherer Abgabe und anderen Standorten erfolgt in Wien seit April 1982. Im Juli 1990 wurde der Beginn der Schanigartensaison von April auf März vorverlegt. Im Jahre 2000 wurde das seit den 1960er Jahren bestehende generelle Vetorecht des Gebäudeeigentümers aufgehoben und ihm nur mehr eine gewöhnliche Parteienstellung eingeräumt. Manche Eigentümer hatten ihre Zustimmung von finanziellen Zuwendungen unterschiedlicher Höhe nach eigenem Gutdünken abhängig gemacht. Von 2000 bis 2005 wurde mit der jeweiligen Verordnung „Gewerbeausübung in Gastgärten im Jahr X“ in bestimmten Gebieten der Stadt im Hochsommer vom 15. Juni bis 15. September die Öffnungszeit der Schanigärten auf 24 Uhr verlängert. Mit Erkenntnis vom 12. September 2007 hatte der Verwaltungsgerichtshof auch in Wien eine Betriebsanlagenbewilligung eingefordert und damit die Spruchpraxis des Verfassungsgerichtshofs von 1996 fortgesetzt. Dies war ein Grund, die Gewerbeordnung 2010 abzuändern, um eine Verwaltungsvereinfachung zu erreichen.
Der Wiener Landtag beschloss am 20. Oktober 2016 die Basis für Bewilligung von Schanigärten auch im Winter. Nach Begutachtung durch den Bund ist das Gesetz seit 1. Jänner 2017 wirksam.

## Trivia
Als Schanigarten-Prinzip bezeichnet man die Eselsbrücke, um sich die richtige Uhreinstellung bei der Umstellung auf Sommerzeit und Winterzeit zu merken:

„Wird der Schanigarten vor das Haus geräumt, so wird auch die Uhr vorgestellt
Wird der Schanigarten hineingeräumt, so wird auch die Uhr wieder zurückgestellt zur Winterzeit“

„Der Timpel“, Moderator bei Radio 88,6, veröffentlichte im April 2020 das Lied „Schanigarten-Held“.
Der Wiener Tourismusverband bewirbt die Schanigärten in seinem YouTube-Kanal „vienna“ mit dem Video „Typisch Wien: der Schanigarten“.
Die Wirtschaftskammer Wien erklärt die Beantragung einer Schanigartenlizenz in dem Video „Der optimale Weg zu Ihrem Schanigarten“.